# グッバイ借金天国
「グッバイ借金天国」（グッバイしゃっきんてんごく）は、日本の女性音楽ユニット『ザ・マーガリンズ』の楽曲。楽曲はMaccoi（マッコイ斎藤）により作詞、Face 2 fAKEにより作曲されている。2014年12月17日に『ザ・マーガリンズ』のメジャー・デビューシングルとしてポニーキャニオンから発売された。 オリコンチャート最高順位は、ウイークリー160位（12/29付）。

## 概要
収録参加メンバーは1期生の9名（藤原亜紀乃、髙橋蘭、小野美公、Marie Krause、西田真己、渡邊ナツ來、依田香奈実、木下結愛、光原みう）。
初回限定盤の特典として下記を封入。
- 発売記念イベント参加券（発売後～イベント終了の期間にイベント会場で購入したCDに封入）。
- メンバーソロ生写真1枚（全9枚からランダム）。

楽曲のプロモーション活動として、下記日程で予約／発売記念イベントを実施。
- 10月05日 ポニーキャニオン本社1F
- 10月12日 ポニーキャニオン本社1F
- 10月18日 ポニーキャニオン本社1F
- 10月25日 ポニーキャニオン本社1F
- 11月03日 ポニーキャニオン本社1F
- 11月08日 ポニーキャニオン本社1F
- 11月15日 サイバードカフェ
- 11月22日 ポニーキャニオン本社1F
- 11月29日 ポニーキャニオン本社1F
- 12月06日 ポニーキャニオン本社1F
- 12月17日 マルイシティ渋谷1F
- 12月18日 ポニーキャニオン本社1F
- 12月19日 ポニーキャニオン本社1F
- 12月20日 ダイバーシティ東京
- 12月21日 ポニーキャニオン本社1F

11月29日の予約イベントで、カップリング曲『神様無しの神だのみ』と共に初披露された。
12月14日に秋葉原発の地下アイドルグループ『仮面女子』がアリスプロジェクト常設劇場P.A.R.M.S（パームス）で行われた定期ライブに、ザ・マーガリンズとして初となる対バン形式でゲスト出演しており、ここでもCDの予約販売を行った。
12月23日にヤクルトホールで行われた1stライブ『借金はLIVEで返せ!!』では、購入特典として販促ポスターがついた（先着若干名にはポスターにメンバー全員のサイン入り）。
2015年2月25日にJOYSOUNDより、3月3日にDAMより、『グッバイ借金天国』のカラオケ配信がそれぞれ開始された。

## シングル収録トラック
CD
1. グッバイ借金天国 [4:14]
作詞：Maccoi / 作曲：Face 2 fAKE
2. 神様無しの神頼み [4:18]
作詞：Maccoi / 作曲：Face 2 fAKE
3. グッバイ借金天国（instrumental）
4. 神様無しの神頼み（instrumental）

## MV
- 『グッバイ借金天国』東京ヤクルトホール（2013年12月23日） - YouTube